# 李至正
李至正（Chris Lee，1981年11月11日—），台灣模特兒、演員，出生於基隆，成長於台北。大學就讀中原大學建築系。至今持續演出多部廣告、電視劇、電影和音樂錄影帶，並與友人合開設計工作室。

## 個人生活

### 家庭
李至正的父母在他7歲時離婚，他有兩個哥哥，一個大他6歲，一個大他5歲。

### 政治立場
李至正曾在2025年立委大罷免選舉前夕，於社群平台threads上發聲呼籲大家出門投票，並寫下，「台灣的民主不是空泛的口號，而是每一個人民的日常實踐，『你們的』潛艦浮起來就給錢，『我們的』淺見726就浮出來給妳看。」

## 演出作品

### 電視劇
| 年份 | 播出頻道                   | 名稱                              | 飾演             | 導演                   |
| 2006 | 公共電視                   | 《米可，GO！》                    | 田宇明           | 梁修身                 |
| 2006 | 公共電視                   | 《寂寞的遊戲》                    | Allen            | 楊雅喆                 |
| 2006 | 衛視中文台                 | 《驚異傳奇》第22單元 《巫毒娃娃》 | 杜宇             | 張哲書、萬世忠、焦峰   |
| 2007 | 公共電視                   | 《我在墾丁*天氣晴》               | PUB帥哥          | 鈕承澤                 |
| 2007 | 中視/八大電視              | 《公主小妹》                      | 皇甫海(青年時期) | 林合隆                 |
| 2009 | 八大電視                   | 《愛戀狂潮》                      | 大西             | 張多福                 |
| 2009 | 公共電視/TVBS歡樂台        | 《熱血青春》                      | 黑客             | 江豐宏、陳奕先、林清振 |
| 2010 | 台視/三立都會台            | 《國民英雄》                      | 孔元慶           | 江豐宏                 |
| 2011 | 公共電視                   | 《寂寞的遊戲》                    | Allen            | 楊雅喆                 |
| 2011 | 台視                       | 《姊妹》                          | 劉誌軒           | 張哲書                 |
| 2011 | 台視                       | 《勇士們》第一單元《光榮時刻》    | 佟澤光           | 王曉海、明金成         |
| 2011 | 三立都會台/東森綜合台      | 《真愛找麻煩》                    | 王客凡           | 馮凱、吳蒙恩           |
| 2012 | 台視/三立都會台/東森戲劇台 | 《螺絲小姐要出嫁》                | 阿哲             | 陳希聖、張修誠、鄧安寧 |
| 2012 | 台視                       | 《東華春理髮廳》                  | 何譽偉           | 蔡東文                 |
| 2013 | 公共電視                   | 《出租情人》                      | 李晟             | 張耕聞、陳冠頤         |
| 2013 | 公共電視                   | 《親愛的陌生人》                  | 陳大介           | 趙正平                 |
| 2013 | 三立都會台/東森綜合台      | 《幸福選擇題》                    | 王俊杰           | 郝心翔                 |
| 2014 | 新傳媒U頻道                | 《衝鋒》                          | 黎永春           | 王國燊                 |
| 2015 | 民視                       | 《星座愛情魔羯女》                | 呂士傑           | 羅至中                 |
| 2016 | 公視                       | 《滾石愛情故事》之最後一次溫柔    | 黃家達(新郎)     | 林子平                 |
| 2017 | 台視／八大戲劇台／公視     | 《植劇場－五味八珍的歲月》        | 程紹慶           | 徐輔軍                 |
| 2019 | 緯來電影台                 | 《黯夜》                          | 阿揚             | 游翰庭                 |
| 2020 | 三立都會台                 | 《未來媽媽》                      | 嚴正浩           | 吳建新                 |
| 2020 | 台視                       | 《格瑞特真相》                    | 李博遙           | 馬君慈                 |
| 2022 | 衛視中文台/中視            | 《仙女姐姐來我家》                | 卓飛揚           | 曾大衡                 |
| 2023 | 公視/friDay影音            | 《你的婚姻不是你的婚姻－沙之書》  | Chris            | 徐麗雯                 |
| 2024 | Netflix/GagaOOLala         | 《某某》                          | 季寰宇           | 柳廣輝                 |
| 2024 | CATCHPLAY+/愛奇藝          | 《讓我看見你是誰》                | 羅爸爸           | 姜秉辰                 |
| 2025 | CATCHPLAY+/LINE TV         | 《親密之海》                      | Patrick          | 呂吉元、蔡柏璋         |

### 短片
| 年份 | 名稱                                      | 飾演   | 導演   | 備註   |
| 2010 | 《膠妻》                                  | 吳季   | 李欣潔 |        |
| 2011 | 《發現生活新味愛情故事》第5集獅子座女生篇 | 阿強   | 連奕琦 |        |
| 2012 | 《發現生活新味之清蜜告白》第1集白色篇     | 顧源   | 許瑋   |        |
| 2012 | 《發現生活新味之清蜜告白》第2集紅色篇     | 顧源   | 許瑋   |        |
| 2012 | 《發現生活新味之清蜜告白》第3集藍色篇     | 顧源   | 許瑋   |        |
| 2014 | 《愛，不釋手》飄柔真愛微電影              | 男主角 | 徐佩侃 |        |
| 2016 | 《Mr.Bartender》第三季                    | Lucas  | 徐嘉凱 | 網路劇 |
| 2016 | 《心魔》                                  | 施浩林 |        | 網路劇 |
| 2017 | 《我的甜蜜革命》                          | 小迪   | 陳聲賢 | 網路劇 |

### 電影長片
| 年份 | 名稱                           | 飾演           | 導演     |
| 2010 | 《樂園》                       | 阿登           | 陳冠頤   |
| 2010 | 《街角的小王子》               | 阿介           | 林孝謙   |
| 2011 | 《初戀風暴》                   | 搖滾社社長     | 江豐宏   |
| 2013 | 《決義案》                     | 警官陳紹強     | 洪溫漢   |
| 2016 | 《愛我請回頭》                 | 秦老師         | 辛建宗   |
| 2016 | 《一萬公里的約定》             | 以晴的主治醫生 | 洪昇揚   |
| 2016 | 《判我有罪》                   | 蒋力航         | 孫亮     |
| 2017 | 《愛情郵局》                   | 莫庭           |          |
| 2018 | 《初雪告白》                   | 萧然           | 網絡電影 |
| 2018 | 《吻隐者》                     | 文峰           |          |
| 2023 | 《關於我和鬼變成家人的那件事》 | 家豪新男友     | 程偉豪   |

### 音樂錄影帶
| 年份 | 歌手   | 歌曲                         | 專輯                 | 導演         |
| 2003 | S.H.E  | Super Star                   | 《Super Star》       | 賴偉康       |
| 2003 | 徐若瑄 | 決定愛你                     | 《我愛你X4》         | 鄺盛         |
| 2004 | 蔡依林 | 愛情三十六計（正式版未出現） | 《城堡》             | 鄺盛         |
| 2005 | 林俊傑 | 簡簡單單                     | 《編號89757》        | 林錦和       |
| 2006 | 李玟   | 第九夜                       | 《要定你》           | 賴偉康       |
| 2007 | 范瑋琪 | 是非題                       | 《哲學家》           | 黃中平       |
| 2010 | 陳永龍 | 告別                         | 《日光雨中》         | 侯季然       |
| 2010 | 江語晨 | 最後一頁                     | 《戀習》             | 黃中平       |
| 2010 | 江美琪 | 月光下                       | 《愛情的重量》       | 黄中平       |
| 2011 | 紀文惠 | 觀眾                         | 《紀文惠》           | 黄中平       |
| 2011 | 楊丞琳 | 仰望                         | 《仰望》             | 黄中平       |
| 2013 | 蔡健雅 | Easy Come Easy Go            | 《天使與魔鬼的對話》 | Vera Solaris |
| 2014 | 黃品冠 | 愛情那麼傻                   | 《隨時都在》         | 陳映之       |
| 2016 | 張韶涵 | 再見之前                     | 《全面淪陷》         | 張韶涵       |
| 2019 | 路嘉欣 | 算命師                       | 《落落大方》         | 趙逸嵐       |

### 廣告
- 花王一匙靈洗衣精
- LOVE NATION眼鏡
- 阿瘦皮鞋窩心鞋篇
- 妮維雅男士控油
- 三菱Colt Plus汽車
- 百事可樂
- 黑松爽口瞬間變身篇
- 舒蕾
- 活益比菲多48小時黃金醱酵篇
- 茶裏王上班族篇
- 伯朗綠茶
- 遠傳電信
- 健酪
- 美麗華購物中心
- BENQ mp3
- 糖果盒子 mp3
- 肯德雞
- 光泉茉莉綠茶
- 高露潔
- MOTO手機
- YAMAHA機車
- 7-11花花胸章
- Payeasy
- 金莎巧克力
- 哈根達斯冰淇淋-夏天好熱愛要趁熱-The Summer篇
- 悦活
- 爱情36技
- GQ
- M雜誌
- c'est moi
- men's style
- FHM
- men's uno
- 壹周刊
- 新新娘
- 蝴蝶樹婚纱照
- Windows Phone 8(尋找妳的巧克力男孩)
- 國泰人壽 投資型保鑣
- 國泰世華 亞洲萬里通聯名卡

## 外部連結
- 李至正的Instagram帳戶